# Agrostis fuegiana
Agrostis fuegiana é uma espécie de gramínea do gênero Agrostis, pertencente à família Poaceae.